# Aaronsohnia
Aaronsohnia é um género botânico pertencente à família Asteraceae.
Suas espécies são nativas da África do Norte e Oriente Médio.

## Espécies
Há duas espécies reconhecidas:
- Aaronsohnia factorovskyi Warb. & Eig
- Aaronsohnia pubescens (Desf.) K.Bremer & Humphries